# Orgemäe
Orgemäe is een plaats in de Estlandse gemeente Peipsiääre, provincie Tartumaa. De plaats heeft de status van dorp (Estisch: küla). Het volgende staatje geeft de aantallen inwoners sinds 2000:
| Jaar            | 2000 | 2009 | 2011 | 2017 | 2019 | 2021 |
| --------------- | ---- | ---- | ---- | ---- | ---- | ---- |
| Aantal inwoners | 5    | 3    | 4    | 4    | 4    | 4    |

Tot in oktober 2017 hoorde Orgemäe bij de gemeente Alatskivi. In die maand werd Alatskivi bij de gemeente Peipsiääre gevoegd.
Ten zuiden van Orgemäe ligt het natuurpark Alatskivi maastikukaitseala (3,8 km²).

## Geschiedenis
Orgemäe werd pas in 1970 voor het eerst genoemd als dorp. Voor die tijd lag op die plaats een boerderij, Orgevahe talu. In 1977 werd het dorp alweer opgeheven en bij het buurdorp Peatskivi gevoegd. In 1997 kwam het terug als zelfstandig dorp.